# SBB Tem III sorozat
Az SBB Tem III egy B tengelyelrendezésű,  15 kV 16,7 Hz AC 15 kV áramrendszerű és dízel meghajtású hibrid villamosmozdony-sorozat. A 120 kW teljesítményű mozdony legnagyobb sebessége 60 km/h. Összesen 1 db-ot gyártottak 1967-ben az SBB részére.